# Iriomote-szigeti macska
Az Iriomote-szigeti macska (Prionailurus bengalensis iriomotensis vagy Prionailurus bengalensis euptailura) az emlősök (Mammalia) osztályának ragadozók (Carnivora) rendjébe, ezen belül a macskafélék (Felidae) családjába tartozó leopárdmacska (Prionailurus bengalensis) egyik alfaja.
Japánul Iriomote jamaneko (西表山猫), azaz „Iriomote hegyimacska”.

## Rendszertani besorolása
1967-ben Dr. Imaizumi Josinori bejelentette, hogy felfedezett egy új macskafajt, a Mayailurus iriomotensis-t. A japán zoológus szerint ez az állat a macskák egy ősi vonalát képviselte, mely 10-3 millió évvel ezelőtt fejlődött ki. Azonban a későbbi kutatók az alaktanát és viselkedését, később pedig a genetikai összetevőjét vizsgálva rájöttek, hogy nem egy máig megmaradt ősállatról van szó, hanem egy modern Prionailurus-ról. Azóta ezt a macskát egyesek önálló fajként, mások pedig a leopárdmacska alfajaként írták le.
A pontos rendszertani besorolására akkor derült fény, amikor is elvégezték a mitokondriális-DNS- és riboszomális RNS-vizsgálatokat, valamint feltérképezték a citokróm-b nevű gént. Ezekből kitudódott, hogy az iriomote-szigeti macska és a leopárdmacska egy és ugyanazt a fajt alkotják. A genetikai adatokat összevetve a tengeri geológiai adatokkal, a kutatók megtudták, hogy körülbelül 240-20 ezer évvel ezelőtt az Iriomote nevű sziget össze volt kötve a kontinentális Ázsiával; tehát az alfaj a törzsalfajtól körülbelül 200-180 ezer évvel ezelőtt válhatott le. Mivel ez igen rövid idő, a két macska között nincs elég genetikai különbség ahhoz, hogy az iriomote-szigeti macskát önálló fajnak tekintsük.
Még újabb vizsgálatok szerint nem egy elszigetelt szigeti alfaj, hanem a kontinentális Prionailurus bengalensis euptailura (Elliott, 1871) alfajnak egy szigeti állománya.

## Előfordulása
Az iriomote-szigeti macska, amely valójában része a Prionailurus bengalensis euptailura alfajnak, az Iriomote szigeten is honos; ez a japán Okinava prefektúrához tartozik. Elszigeteltsége és rejtőzködő életmódja miatt viszonylag későn, 1967-ben fedezték fel.

## Megjelenése
Bundája a hátán sötétszürke vagy világosbarna színű, sötét hosszanti pontok díszítik. A hasa és a végtagjainak belső fele világosabb árnyalatú. Az állán fehér szőrzet van. A hím 50-60 centiméter hosszú és 3,5-5 kilogramm tömegű, míg a nőstény hossza 50-55 centiméter és testtömege 3-3,5 kilogramm. A farokhosszuk 23-24 centiméter. Hosszúkás állat rövid végtagokkal, és lekerekített fülekkel. 28 foga van.

## Életmódja
Az egyetlen szigeten, amelyen előfordul, 300-460 méter magas hegyek találhatók; ezeket szubtrópusi örökzöld erdők borítják. A partok mentén és a folyótorkolatokban mangroveerdők terülnek el. Az élőhelye körülbelül 290 négyzetkilométernyi, ebből pedig az ember is kivette a részét, úgyhogy ez a macska egy nagyon kis helyre szorult vissza. Főleg fákon mászik, de ha muszáj, úszni is jól tud. Általában hajnalkor és sötétedéskor jár vadászni, a nappalt átalussza.

### Táplálkozása
Étlapján szerepelnek repülőkutyák, kisebb madarak, rágcsálók, vakondgyíkok, kétéltűek és rákok.

## Képek

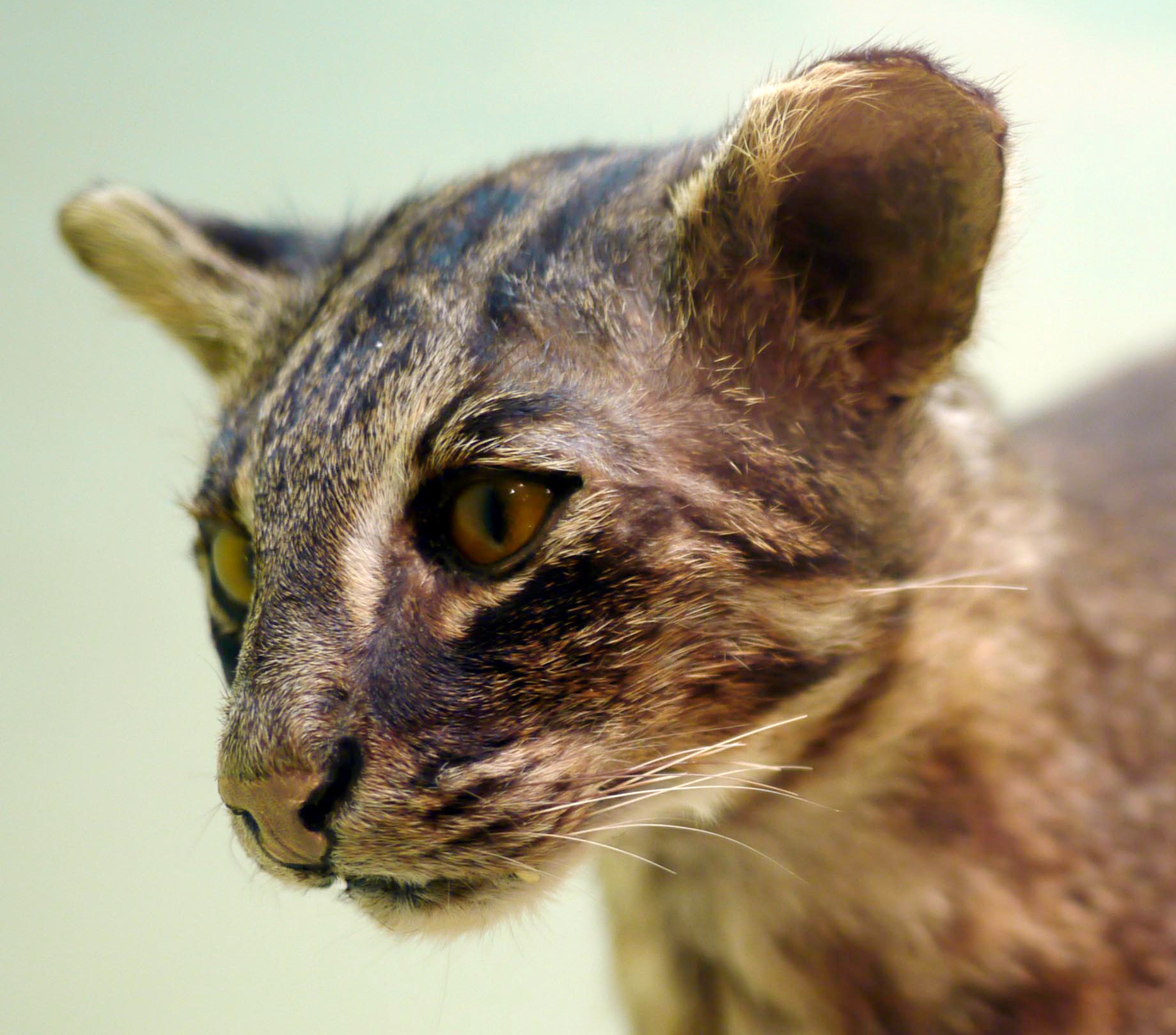
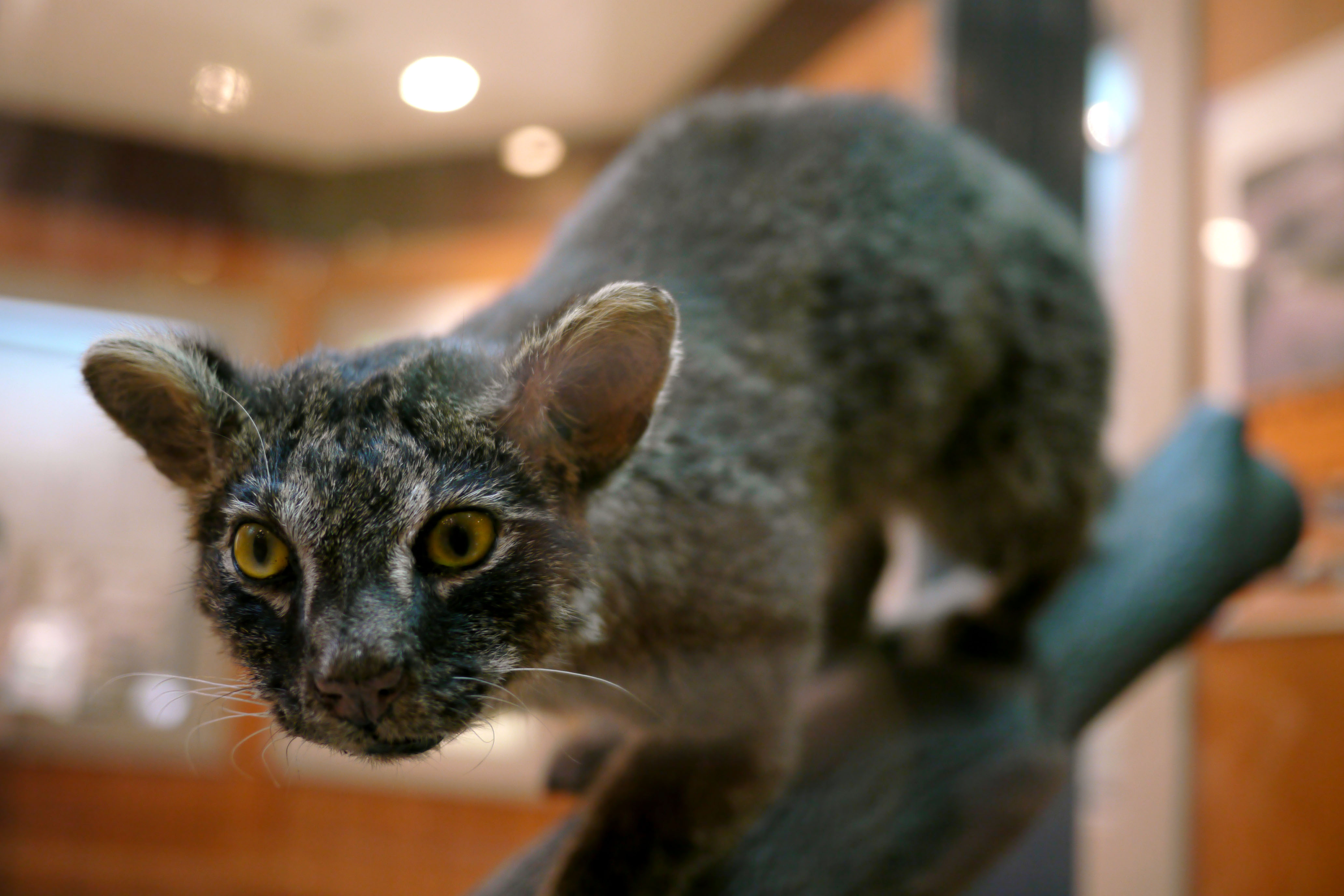
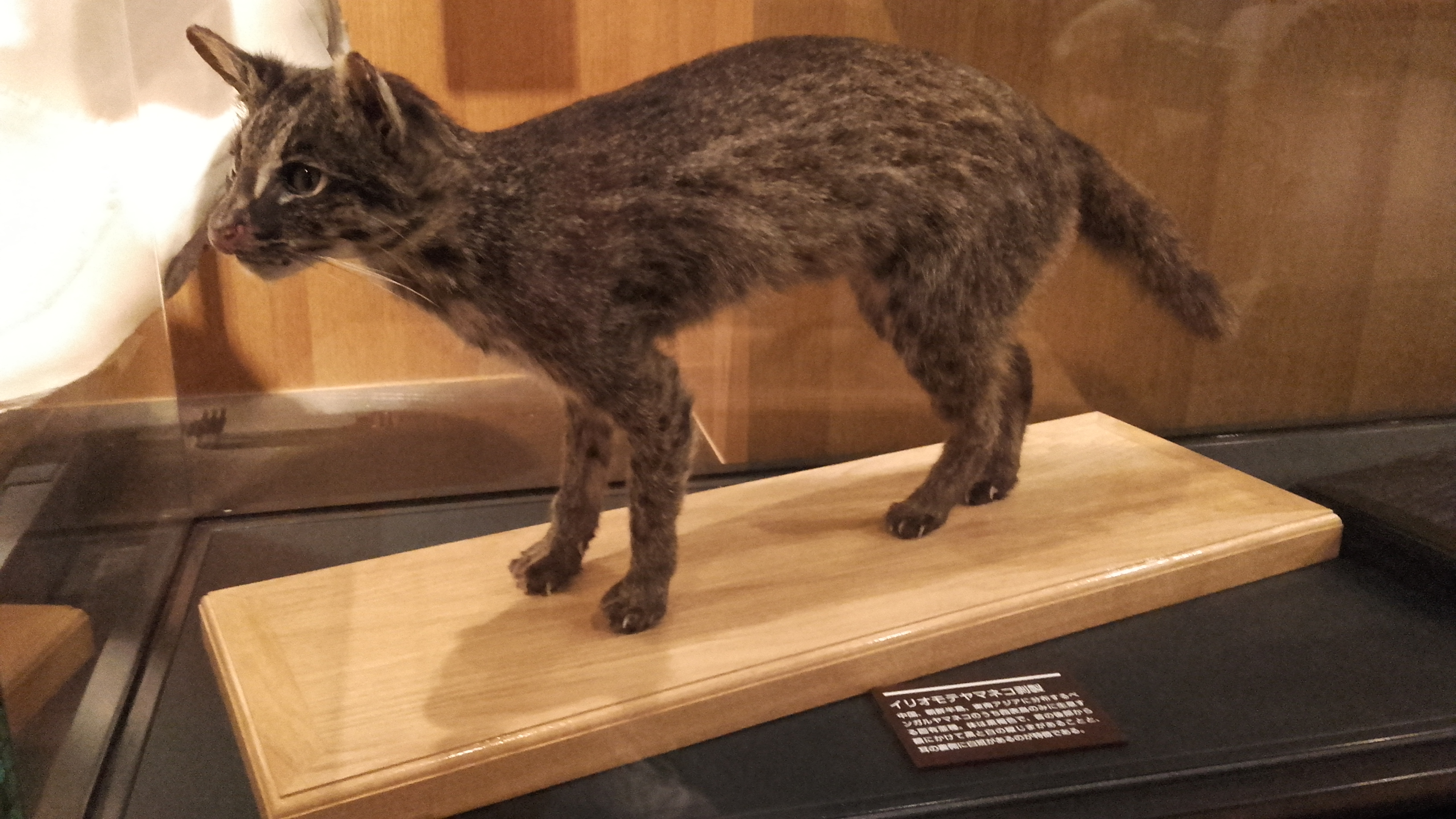

## Szaporodása
A szaporodási időszaka alatt nappal is mozog. Ez az időszak decembertől márciusig tart, de a párzások zöme főleg januárban-februárban van. A kismacskák általában április-június között jönnek világra. Egy alomban 1-3 kölyök van. Az anyaállat faodúban vagy barlangban hozza világra kölykeit. Az elválasztás 11 hónap után következik be. 22 hónaposan válnak ivaréretté. Fogságban a legidősebb példány 15 évet és 1 hónapot élt.

## Természetvédelmi helyzete
Az iriomote-szigeti macska nagyon ritka, 2008-ban körülbelül 250 példánya élt, ezért a Természetvédelmi Világszövetség a súlyosan veszélyeztetett fajok közé sorolja.

### Fordítás
- Ez a szócikk részben vagy egészben  az   Iriomote cat című angol Wikipédia-szócikk ezen változatának fordításán alapul.  Az eredeti cikk szerkesztőit annak laptörténete sorolja fel. Ez a jelzés csupán a megfogalmazás eredetét és a szerzői jogokat jelzi, nem szolgál a cikkben szereplő információk forrásmegjelöléseként.